# Vanilla (logiciel)
La plateforme Vanilla est un projet open source qui propose un environnement décisionnel incluant un serveur applicatif et ses applications web ainsi que des clients rcp (Java) pour la conception et l'administration.
Basés sur les technologies Java et GWT (Google Web Toolkit), les clients communiquent avec la plateforme grâce à la technologie Xstream.
La plateforme propose un portail web avec authentification et consultation des objets décisionnels (rapports, cubes, tableaux de bord, transformations ETL et Workflow) ainsi que des applications web : VanillaAnalysis Web (consultation de cubes OLAP), VanillaWebReport (création de rapports en ligne) et VanillaKPI (indicateurs de performance).

## Clients RCP
Un composant d'administration est mis à disposition : EnterpriseServices afin de gérer entre autres la sécurité, le multi-référentiel, la configuration des serveurs ou bien encore les impacts entre objets décisionnels.
Les clients rcp permettent aux utilisateurs de créer les objets décisionnels grâce à des interfaces. Ils se répartissent en plusieurs domaines :
- Technologie OLAP : VanillaAnalysis. Création de cubes grâce aux drag and drop.
- Metadata : VanillaMetadata. Création de couches d'abstraction par rapport aux bases de données.
- Tableau de bord : VanillaDashboard. Création de tableau de bord par drag and drop.
- ETL : VanillaETL. Transformations ETL par création d'un parcours de flux.
- Workflow : VanillaWorklow. Processus métiers.
- Plugins Birt : Plugins Vanilla pour Birt (version 4.3) permettant l'intégration au sein de la plate-forme

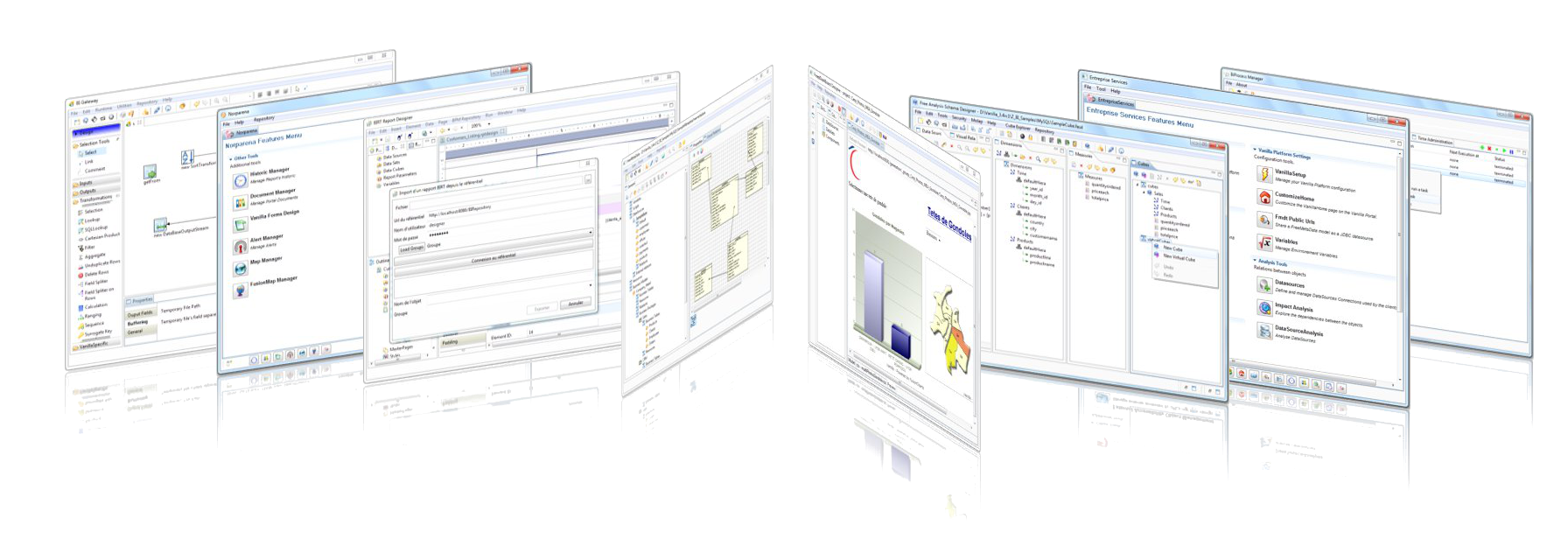

## Historique
La plateforme Vanilla est développée par BPM-Conseil (Lyon-France) et le projet fut lancé en septembre 2007. La première version a été publiée en juin 2008. Elle incluait à l'origine les modules de tableau de bord, cubes OLAP et metadata.

## Versions
| Version | Date           | Spécificités |
| ------- | -------------- | --- |
| 1.2     | Juin 2008      | EnterpriseServices (Administration), FreeAnalysis (OLAP Rcp et Explorateur Web), FreeMetadata et FreeMetrics |
| 1.3     | Janvier 2009   | Intégration de Birt et des exports Excels et FreeMetrics pour les collectivités |
| 1.5     | Juin 2009      | Passage des applications Web en GWT, BiProfiler (Analyses des sources de données), BiLauncher (Programmation de tâches) et Maps Designer (Cartes Google) |
| 2.0     | Septembre 2009 | Dwh Designer (Design de DataWareHouse), Migration en GWT 1.6, FreeDashboard V2 (Interface de design des tableaux de bord) et BiGateway (Module ETL) |
| 2.2     | Février 2010   | BiWorkflow (Workflow en BPMN2.0), FreeWebReport (Interface de design Web de rapports) et FmLoader (Interface Web de chargement de métriques) |
| 3.0     | Septembre 2010 | Vanilla Apps (Disco -Mode disconnecté-, HyperVision -Administration d'un parc de serveurs-), Performance Dashboard (Tableaux de bord multi-onglets), GED (Gestion Électronique de documents) et Refonte de l'architecture |
| 3.4     | Avril 2011     | Cartes Flash (OLAP, Tableaux de bord et Rapports), Géolocalisation, Vanilla Mobile : IPhone et Android applications, Configuration serveur facilitée et poids réduit, Vanilla Viewer (module dédié consultation de rapports), Vanilla Forms (gestion de formulaires) - Versions disponibles : Windows, Unix (dont MAC) |
| 4.0     | Janvier 2012   | Remplacement Axis par Xtream, FreeDashboard version 2 : Modification complète du module, Améliorations des moteurs exécutifs (Socle OSGI) - Versions disponibles : Windows, Unix (dont MAC) |
| 4.2     | Janvier 2013   | FreeDashboard v3, GED sous SolR-Lucene - Versions disponibles : Windows, Unix (dont MAC) |
| 4.2.2   | Avril 2013     | Améliorations des moteurs exécutifs et stabilisation des interfaces - Versions disponibles : Windows, Unix (dont MAC) |
| 5.0     | Septembre 2015 | - Intégration Big Data (Hadoop, HDFS, HBase, Certifiés Cloudera et Hortonworks), -Vanilla KPI full Web avec moteur révisé pour un gain de performance et de flexibilité, - Add-In Vanilla pour Excel (Sources de données VanillaKPI et VanillaMetadata), - Intégration OpenStreetMap, - Interactions et exports Weka et Datamining, - Vanilla Explorer pour exploration Web des données et des requêtes VanillaMetadata                       |
| 5.2     | Avril 2016     | - WebMetadata, module WEB de création d'univers de requête Metadata - VanillaKpiMap, module WEB affichant dynamiquement des indicateurs sur une carte - Vanilla Analytics : Module WEB permettant la mise en place de modèles de fouille de données pour réaliser des études statistiques. Il permet aussi la production de restitutions dynamiques via à l'intégration en Markdown - Système de mise à jour automatique des serveurs Vanilla |